# 牧南恭子
牧南 恭子（まきなみ やすこ、1941年 - ）は、小説家。中国奉天市(現 瀋陽)生れ、満洲国全権大使受領。
名古屋大学教育学部附属高等学校を経て､名古屋市立女子短期大学(現 名古屋市立大)卒業。
サンリオロマンス賞佳作ののち、1990年、講談社ノベルスでデビュー。2005年より文庫版時代小説を書いて軌道に乗る。

## 著書
- 妖精フローレンス／原作 辻信太郎(ノベライズ) 1985.9 (サンリオシネブック)
- 爪先 1990.12 (講談社ノベルス)
- ミラクル・仮面高校生／伊藤典行 脚本（ノベライズ） 1995.7 (ホリプロ)
- 帰らざる故国 1998.4 (双葉社)
- 隣人に花と紅茶を 2001 (ダイソー・ミステリー・シリーズ）
- 危険な恋・アンダルシア 2002 (芹沢こと名義)(ダイソー・ロマンス・シリーズ)
- 五千日の軍隊 満洲国軍の軍官たち 2004.12 (創林社)
- 女泣川花ごよみ 2005.12 (ワンツー時代小説文庫)
- ひぐらし同心捕物控 2006.9 (ワンツー時代小説文庫)
- 秋のひかり 三冬塾ものがたり 2007.1 (学研M文庫)
- やがすり信助捕物控  2008.1 (ワンツー時代小説文庫)
- 夫婦ごよみ ひぐらし同心捕物控 2008.3 (学研M文庫)
- 夏越のわかれ ひぐらし同心捕物控 2008.8 (学研M文庫)
- つぐない屋お房始末帖 2009.1 (廣済堂文庫)
- てのひらの春 ひぐらし同心捕物控 2009.1 (学研M文庫)
- 千里耳 つぐない屋お房始末帖 2009.6 (廣済堂文庫)
- 旗本四つ葉姉妹 2009.7 (学研M文庫)
- 名残の灯 つぐない屋お房始末帖 2009.11 (廣済堂文庫)
- 恋つぼみ 旗本四つ葉姉妹 2010.2 (学研M文庫)
- 春に添うて つぐない屋お房始末帖 2010.4 (廣済堂文庫)
- 七夕の使者 旗本四つ葉姉妹 2010.7 (学研M文庫)

## 共著
- 推理パズルあなたに挑戦 1993.11 (廣済堂文庫) 推理作家点心会
- 名刑事の事件簿 1993.11 (KKベストセラーズ)
- 傑作ミステリー トリック２３ 1994.4 (コスモ出版) 推理作家点心会
- 恐怖館 1999.8 (青樹社) ホラーアンソロジー
- 名所旧跡殺人事件 1994.11 (二見書房) 推理作家点心会
- 犯人探し推理ゲーム 1995.11 (二見書房) 推理作家点心会
- 犯人はだれだ？ PART:2 2001.4 (白石書店)
- 変化 妖かしの宴２ 2000.10 (PHP研究所)
- 三国志 -麒麟よ､風雲を翔けよ- 無双ノベルス③ 2005.6 (株コーエー)